# Theridion apostoli
Theridion apostoli är en spindelart som beskrevs av Cândido Firmino de Mello-Leitão 1945. 
Theridion apostoli ingår i släktet Theridion och familjen klotspindlar. Inga underarter finns listade i Catalogue of Life.